# ولسوالی آق‌تاش
ولسوالی آق‌تاش (به لاتین: Aqtash District) یک منطقهٔ مسکونی در افغانستان است که در ولایت کندز واقع شده‌است. ولسوالی آق‌تاش ۲۷٬۰۹۷ نفر جمعیت دارد.